# Henotesia curvatula
Henotesia curvatula är en fjärilsart som beskrevs av Charles Oberthür 1916. Henotesia curvatula ingår i släktet Henotesia och familjen praktfjärilar. Inga underarter finns listade i Catalogue of Life.